# Autonomaši
Autonomaši (ili "tolomaši" - po dalmatinskom dijalektu) odn. talijanaši - bili su politička grupacija koja je djelovala u Dalmaciji u 19. stoljeću i dijelom u 20. stoljeću. Zalagali su se za što veće političko i narodonosno udaljavanje Dalmacije od drugih hrvatskih krajeva, te za javnu uporabu talijanskog jezika i autonomiju Dalmacije kao svoje matične zemlje. Utemeljeni su 1860. godine, vođa im je bio splitski gradonačelnik Antonio Bajamonti.

## Korijeni autonomaštva
Propašću Mletačke republike 1797., Dalmacija dolazi pod upravu Austrijskog Carstva. Dalmatinski gradovi koji su do tada stekli i zadržali određenu samoupravu sa simpatijama su dočekali izaslanike nove vlasti, izražavajući želju da se stave pod okrilje Ugarske kraljevske krune (pod kojom su bili u nekim razdobljima kroz srednji vijek, a s kojom su osjećali prirodnu povezanost i zbog ostalih Hrvata), a ne austrijske. Carskom Beču se to nimalo nije dopalo, iako su Habsburzi (odn. austrijski car) bili sljednici obiju kruna. Nakon kratkotrajne habsburške vladavine (1797. – 1805.) u Dalmaciju dolaze Francuzi, da bi propašću Napoleonove vlasti 1813., ponovo došli Austrijanci. Njihovim ponovnim dolaskom počinje pokušaj odnarođivanja Dalmacije.

## Pokušaji odnarođivanja
U Dalmaciju neprestano stižu austrijski činovnici i to uglavnom iz talijanskih dijelova carstva (cijeli sjeveroistočni dio današnje Italije). Trgovina, sudovi, sve državne institucije i sav promet održava se na talijanskom jeziku, škole su također talijanske (osim nekih pod okriljem Crkve). Stvoren je bio sloj stanovništva koji nikako nije želio čvršće povezivanje s ostalim hrvatskim bićem u sklopu Carstva. Jedna od parola "tolomaša" je bila "Slaveni možda - Hrvati nikada". Na čelu autonomaške struje u Dalmaciji stajao je ugledni splitski političar, liječnik i gradonačelnik dr. Antonio Bajamonti. Bio je to sposoban čovjek jako obljubljen u tadašnjem Splitu i okolici. Na brojnim skupovima ljudi su ga slušali zaneseno, iako jedan dobar dio nije uopće razumio talijanski jezik. Za vrijeme njegovog načelnikovanja Split se jako razvio dobivši vodovod, lukobran, ribarnicu i mnoge druge sadržaje.

## Pobjeda narodnjaka
Hrvatska misao u Dalmaciji polako se, ali nezadrživo probijala u nacionalni duh. Kroz razne publikacije, dobrotvorna djelovanja, razne političke skupove isticala se narodna hrvatska misao. Narodni hrvatski pokret jačao je neprekidno. Ante Šupuk, 1873. uspio je postati prvim gradonačelnikom iz neke hrvatske stranke u Šibeniku. To je bio prvi veći grad u austrijskoj pokrajini Dalmaciji gdje je Narodna stranka uspjela osvojiti vlast.

Na izborima 1882. godine po prvi put je izabrana hrvatska uprava Splita. Vrijedi nabrojiti neke od hrvatskih političkih prvaka zaslužnih za hrvatstvo Splita. Luka Botić, Vid Morpurgo, Juraj Biankini, Natko Nodilo, Gajo Bulat, Dinko Politeo, Mihovil Pavlinović samo su neki od zaslužnih ljudi grada Splita.

## Značenje pobjede narodnjaka
Pobjeda narodnjaka u Šibeniku, a posebno devet godina kasnije kada su došli na vlast u Splitu, silno je odjeknula u hrvatskim dijelovima Carstva, a posebno u samoj Dalmaciji gdje su tijekom idućih godina u svim gradovima osim Zadra pale sve ostale autonomaške vlasti. Nikada više nisu autonomaši vratili vlast u svoje ruke.

## Iredentizam autonomaša
Gubitkom vlasti u gradovima, a samim time i političkog utjecaja autonomaški prvaci polako napuštaju dotadašnji politički smjer. Njihov novi pravac djelovanja je iredentistički - priključenje Dalmacije Italiji.U tom pravcu njihovo djelovanje se vidi i u događajima oko priključenja Zadra Italiji nakon 1. svjetskog rata, a i tijekom 2. svjetskog rata gdje su dolazak okupatorske talijanske vojske na hrvatsku stranu Jadrana dočekali s oduševljenjem, stavljajući se potpuno u službu okupatora.